# Přemysl Coufal
Přemysl Coufal (9. ledna 1932 Hrubčice (okres Prostějov) – 23./24. února 1981 Bratislava) byl tajně vysvěcený kněz a údajně tajný benediktinský opat působící v rámci skryté církve. Státní bezpečností byl zavražděn nebo dohnán k sebevraždě.

## Život a smrt
Jeho rodiči byli Zdeňka a Leopold Coufalovi. Dětství prožil v Hrubčicích u Prostějova. Studoval lesnickou fakultu v Brně a externě filosofickou fakultu, tajně a soukromě studoval teologii. V roce 1955 se přestěhoval do Bratislavy, kde pracoval jako projektant a při zaměstnání vystudoval stavební fakultu.
Jeho aktivita ve skryté církvi byla v roce 1960 odhalena a zavázal se ke spolupráci s ekonomickou správou StB, které přinášel informace o nekalých ekonomických machinacích svého podniku. Nadřízenými důstojníky byl hodnocen kladně. Protože ovládal angličtinu, němčinu, francouzštinu, ruštinu, španělštinu, maďarštinu, latinu, starořečtinu a hebrejštinu, byl vysílán z ČSSR do zahraničí na konference a stáže. Zde navazoval kontakty zejména s katolickým exilem a zprostředkovával komunikaci mezi skrytou církví a Vatikánem.
V roce 1967 ho tajný biskup Peter Dubovský v Praze na Břevnovském klášteře skrytě vysvětil na kněze. V roce 1970 byl v souvislosti s kobeřickým synodem Koinotés biskupem Davídkem společně se třemi biskupy suspendován, suspenzi pak postiženým odvolal biskup Peter Dubovský.
V roce 1971 změnil zaměstnání a spolupráci s ekonomickým oddělením StB ukončil. V roce 1974 spoluorganizoval setkání představitelů emigrace a skryté církve v Bulharsku.
Díky agentovi StB Prolog vysazeném 1979 do Rakouska byl v roce 1980 podezříván, že je kurýrem na západ, kde má vysoké kontakty. Jeho pas byl již zadržován StB, ale na přímluvu z jeho zaměstnání mu bylo umožněno na devizový příslib vycestovat do Francie, Anglie a Belgie. Při návratu byl ihned poté, co vlak z Vídně do Bratislavy překročil v Devínskej vsi hranici státu, příslušníky StB vysazen a prohledán. Byl mu zabaven pas, údajně navždy a také veškerá přivážená literatura.
V prosinci 1980 ho znovu kontaktovali důstojníci StB, obvinili jej z protistátní činnosti. Byl vydírán, ale podpis spolupráce odmítl. V únoru byl znovu vyšetřován, nátlak se stupňoval. Bylo mu i nabídnuto, že pokud složí 20 000 Kčs, bude jeho případ zmražen. Od rodičů a přátel sehnal jen 16 000 Kčs, zbytek slíbil dodat do tří dnů. Poté nepřišel v úterý do zaměstnání. Ve středu 25. února 1981 byl úředně odemčen jeho bratislavský byt na adrese Zúbekova 21, kde byl nalezen mrtev. Byl pohřben v rodných Hrubčicích 5. března 1981.

## Poslední rok života
V usnesení Generální prokuratury Slovenské republiky (GP SR) z roku 1991 se uvádí, že podle některých svědectví byl tajným benediktinským opatem.
25. července 1980 Coufal žádal o výjezdní doložku. Žádost byla blokována I. správou FMV v Praze a k vydání došlo se souhlasem blokujícího orgánu na základě intervence vlivné osoby. Tou měl být Ing. Milan Greguš, pracovník XII. Správy FMV v Bratislavě, který o vydání doložky Coufalovi pro účely svého útvaru požádal. Intervenci zprostředkovával Štefan Drgoň. Bohuš Vavro z XII. správy FMV později přiznal, že několikrát zařizoval výjezdní doložku Coufalovi, s nímž se znal proto, že Coufal v 60. letech bydlel v podnájmu u Vavrovy tchyně Margity Mrínové.
V září 1980 se Coufalovi podařilo vycestovat do Francie, Anglie a Belgie. Navštěvoval kláštery a řeholní společenství a stýkal se s různými představiteli církví včetně představitelů církevního exilu. Jozef Marášek při vyšetřování v roce 1991 vypověděl, že Přemysl Coufal se mu před svou poslední zahraniční cestou svěřil, že na žádost Vatikánu má vypracovat zprávu o situaci církve na Slovensku. Vladimír Pavlík došel ze zjištěných skutečností k závěru, že P. Coufal připravil pro Vatikán dvě zprávy. Jedna z nich měla být fingovaná a měla vyhovovat klerofašistickým a nacionalistickým kruhům ve slovenské podzemní církvi. Tyto kruhy měly ve Vatikánu své tutory. Ve druhé verzi zprávy psal i o agentech StB v podzemní církvi, čímž byla ohrožena jak StB, tak některé podzemní církevní kruhy. StB si podle Pavlíka nebyla jistá, zda se Coufalovi druhou zprávu podařilo odeslat (podle Pavlíka zřejmě podařilo).
Již v zahraničí si Coufal všiml, že je sledovaný. Při návratu 2. října 1980 ho Státní bezpečnost vytáhla z vlaku ihned po překročení hranice v Bratislavě-Děvínské Nové Vsi. Čtyři muži v civilu prohlédli jeho zavazadlo a náboženskou literaturu zabavili. V rámci prohlídky ho svlékli do naha. Zabavili mu rovněž cestovní pas s tím, že už ho nebude potřebovat. Prohlídku nařídila I. správa FMV v Praze, která také předtím rozhodla o vydání výjezdní doložky.
19. prosince 1980 byl poprvé vyslýchán Státní bezpečností. Výslech si vyžádal Ing. Viliam Gubo, pracovník XII. správy FMV v Bratislavě, s nímž podle tvrzení svědků z řad StB, již dříve Coufal přišel do styku. Podle těchto svědků byl Coufal již asi od roku 1970 veden v seznamu agentů na úseku ochrany ekonomiky Správou StB v Bratislavě pod krycím jménem „Jasan“. V lednu 1981 začali Coufala vodit na noční výslechy. Snažili se využít kompromitujících materiálů získaných při jeho zahraničním pobytu a hrozbou zveřejnění jeho dřívější spolupráce ho donutit k další spolupráci, tentokrát proti skryté církvi. Ptali se ho, s kým se setkal v zahraničí, a ptali se například na Hnilicu, Tomka, Revese. Ukázali mu i zdařilou údajně fotomontáž, na níž byl v kněžském rouchu s biskupem Hnilicou. Jednou byl také vyvezen autem mimo město, kde byl ponechán. Pod dohledem jej měl Miloš Dospiva, krycím jménem Kotva, referent 31. odboru I. správy FMV v Praze, a JUDr. Anton Obranec, referent Oblastního odboru I. správy FMV v Bratislavě. Obranec byl po listopadu 1989 podnikatelem a byl vyšetřován pro podvody a krácení daní. Koncem ledna RNDr. Štefan Drgoň, pracovník Slovenské akademie věd, zprostředkoval Coufalovi žádost o úplatek pro příslušníky StB ve výši 20 000 Kčs za to, že Coufalovo vyšetřování zmrazí. Úplatek složil Coufal Drgoňovi zčásti osobně 14. února 1981, zčásti dodatečně prostřednictvím Anny Machovičové. Neobjasnilo se, zda s žádostí o úplatek měla StB něco společného, a asi po měsíci Štefan Drgoň za nejasných okolností zemřel.
Coufal v období, kdy byl vyšetřován, přerušil většinu svých kontaktů s přáteli a spolupracovníky, aby je neohrozil. Ze stejného důvodu se ani nikomu nemohl v plném rozsahu se svými problémy svěřit. Pod vlivem Dospivy a Obrance se údajně mohl začít obávat i možných nepřátel z řad svých spolupracovníků nebo protivníků v rámci skryté církve nebo kompromitace před nimi. Při přešetřování případu v letech 1990–1991 mnoho svědků potvrdilo, že se u Coufala projevovaly různé příznaky vážné deprese a zvýšené podezíravosti, a některá svědectví i z okruhu osob nespojených s StB podle vyšetřování naznačovala, že mohl uvažovat o sebevraždě.
Dne 20. února 1981, kdy byl Coufal naposledy u svých rodičů, byl mimořádně vyděšený, jako by dostal nějaké ultimátum. Nerozloučil se obvyklým způsobem, ale slovem „sbohem“. (Usnesení GP to uvádí v kontextu dokazujícím sebevražedný úmysl, podle zjištění Vladimíra Pavlíka to mělo souviset s jeho rozhodnutím emigrovat před bezprostředním ohrožením do Polska). 22. 2. 1981 byl přerušen přívod elektrické energie do jeho bratislavského bytu (Zúbekova ul., č. 21). 23. 2. 1981 žádal opravu, následujícího dne, 24. února 1981, se však nedostavil do práce. Poté, co 26. 2. 1981 Coufalovy známé ohlásily případ Veřejné bezpečnosti, dostavilo se postupně 16 jejích příslušníků, uniformovaných i v civilu. Byt byl na mnoha místech zdemolován a zakrvácen, nalezeny byly žiletky, provazy a další předměty. Otisky prstů příslušníci SNB nesnímali. S nimi přišla lékařka MUDr. Janka Oberučová, která na místě zaprotokolovala, že bezprostřední příčinou smrti bylo pravděpodobně vykrvácení z řezných ran na horních končetinách. Vzhledem k nejasným příčinám úmrtí doporučila vykonat soudní pitvu. O stavu bytu podala v roce 1987 svědectví také Anna Machovičová, Coufalova známá, která byla přítomná policejnímu otevření bytu. Podle svědků z StB měl Coufal na 25. února 1981 dohodnutou s nimi schůzku a údajně přislíbil, že při ní podepíše spolupráci. V noci po nalezení těla provedli tři příslušníci StB (Anton Obranec, Milan Havlík a Ján Tkáč) tajnou prohlídku bytu údajně za účelem odstranění případných důkazů dosvědčujících, že se Coufala snažili získat ke spolupráci.

## Stav těla mrtvého
Znalecký posudek z oboru soudního lékařství podali prof. MUDr. Milan Kokavec, DrSc., a MUDr. Jaroslav Sochor. Ve vyšetřovacím spise GP SR je uvedeno, že podle paní Coufalové byli u pitvy přítomní i studenti medicíny a měli na smrt jiný názor. Usnesení GP konstatuje, že podle dostupné dokumentace žádní studenti u pitvy 27. 2. 1981 přítomní nebyli. Pitevním sanitářem údajně byl i Oskár Džurný. Ten v roce 1990 uvedl, že se na nic nepamatuje. Matka Oskára Džurného JUDr. Júlia Džurná byla ve funkci ředitelky přezkumného odboru GP SR.
2. 3. 1981 byli Coufalovi rodiče společně s paní Machovičovou předvedeni na soudní lékařství k identifikaci mrtvého. Tělo Coufala včetně krku bylo podle svědectví rodičů zakryté. Pravé oko měl vyražené, u oka byla 3 cm dlouhá jizva, nos byl rozmáčknutý, levá strana tváře byla promáčknutá a lebka na levé straně proražená v průměru asi 1 cm, levé oko natržené, na čele zamodralý otisk podpatku, na levé straně krku přeřezaná tepna. Podle svědectví paní Machovičové měl ještě natržené ucho a vlasy místy vytrhané i s kůží a na krku měl řeznou ránu. Dva přítomní příslušníci StB se údajně vyžívali v jejich zděšení. Při tomto ohledání bylo MUDr. Sochorem sděleno, že Coufal spáchal sebevraždu. 4. 3. 1981 při převozu do místa pohřbu pohřební zřízenci přes úřední zákaz na žádost pozůstalých otevřeli rakev. Přemysl Coufal měl údajně probodané a nožem pořezané ruce, v zápěstí a předloktí krevní podlitiny, přední zuby vyraženy, prsty černé, konečky prstů na pravé ruce rozřezány žiletkou, nohy pod koleny pořezané. Podle pozdějších posudků zčernání prstů, deformace tváře i vybočení oka z oční jamky mohlo být následkem pitvy a hnilobných procesů v těle.
Odpůrci výsledků vyšetřování namítají, že mnohá ze zranění by si Coufal při sebevraždě způsobit nemohl a že tato jsou následkem mučení.

## Vyšetřování případu
Obvodní správa SNB Bratislava IV dne 26. 4. 1981 a Městská správa VB v Bratislavě dne 21. 12. 1982 případ odložily se závěrem, že nebylo zjištěno zavinění jiných osob. V konceptu spisu na obvodní správě SNB byl nalezen příkaz, jímž náčelník obvodní správy Anton Cicák nařizoval některé úkony, které mohly vést k objasnění případu, ale v roce 1991 se nepodařilo vyšetřit, proč příkaz tehdy nebyl splněn. V usnesení GP z roku 1991 se také konstatuje, že dokumentace stop pořízená příslušníky VB nebyla po předání případu StB vyhodnocena.
Coufalovi rodiče 28. 5. 1981 zaslali otevřený dopis prezidentu republiky Gustávu Husákovi. Městská prokuratura v Bratislavě (podepsán JUDr. Miloslav Jakšík) podnět jako nedůvodný odložila. 17. 8. 1983 adresovali rodiče kanceláři prezidenta další podnět. Generální prokuratura SSR (podepsán JUDr. Serbin) 22. 11. 1983 podnět rovněž odložila.
Katolický aktivista Augustin Navrátil napsal 23. 2. 1985 ohledně neobjasněné smrti Přemysla Coufala otevřený dopis prezidentovi, federálnímu shromáždění, vládě, generální prokuratuře a ministerstvu vnitra ČSSR. Následně byl obviněn z trestného činu pobuřování a dva měsíce držen ve vazbě, následně na základě diagnózy „paranoia querulans“ zbaven svéprávnosti a násilně umístěn v psychiatrické léčebně v Kroměříži. Další otevřený dopis k této věci napsal Navrátil 15. 2. 1987.
Na základě anonymního podnětu ze 4. 3. 1990, obsahujícího výstřižek článku „Sebevražda, nebo vražda?“ z novin Lidová demokracie, vydání 3. 3. 1990, od 4. 4. 1990 Generální prokuratura SR případ asi rok vyšetřovala. V závěrečném usnesení konstatuje závažná pochybení při dřívějších vyšetřováních.
Popřela existenci vážných zranění, která zjistili svědci po zakázaném otevření rakve při pohřbu, a došla k závěru, že na smrti Přemysla Coufala nenese vinu jiná osoba. Trestní stíhání dne 28.6.1991 zastavila (podepsána JUDr. Lýdia Rácková). Rozhodnutí o ukončení případu nebylo stížností oprávněných osob napadeno. Zděnka Coufalová, matka Přemysla, se 10. 7. 1991 obrátila se žádostí o pomoc na prezidenta Václava Havla. 12. 9. 1991 zemřela. 7. 1. 1992 Kancelář prezidenta ČSFR požádala Generální prokuraturu o nové přešetření případu. Případ znovu přešetřen nebyl.

## Kritika výsledků vyšetřování
O případ se intenzivně zajímali například Augustin Navrátil, Vladimír Pavlík, františkán Marcel Samuhel a jezuita František Lízna.
Usnesení GP SR z roku 1991 odpůrci vytýkají některé rozpory. Například přestože usnesení konstatuje, že k sebevraždě byl Coufal dohnán bezprostředně tlakem StB, a konstatuje, že „v postupu vyšetřovatelů byly totiž zjištěny takové nedostatky, které vážně zpochybnily zákonnost a objektivitu celého vyšetřování“, nezkoumala GP možnou trestní odpovědnost za tento tlak ani trestní odpovědnost těch policejních činitelů, kteří v osmdesátých letech mařili vyšetřování.
Dospiva a Obranec na jedné straně vypovídali, že „Ing. Coufal vypovídal pravdivě o své nelegální činnosti v církvi, o přenášení tajných zpráv do zahraničí, o situaci církve u nás, o organizování tajných svěcení kněží v zahraničí a o dalších skutečnostech“ a že „schůzky se jmenovaným měly dobrý průběh, uskutečnily se v "přátelské atmosféře". Stačilo mu něco naznačit a sám postupně o věcech hovořil.“ Zároveň se v usnesení GP na jiném místě píše: „Dalšími výsledky vyšetřování bylo zjištěno, že Ing. Coufal, CSc. na nabízenou spolupráci v uvedené sféře nemínil přistoupit kvůli svému hlubokému vztahu k víře a svému poslání v církvi.“ Tento rozpor GP nevysvětlila a z tvrzení příslušníků StB vycházela jako ze zjištěných "skutečností", které mohly být příčinou sebevraždy. Nepravděpodobný se zdá i způsob, jakým se Dospiva a Obranec po Coufalovi „nesměle“ doptávali ve dnech bezprostředně následujících po jeho smrti.
Rozpory jsou shledávány i v rozdílných svědectvích o poloze nalezeného těla a v konstatování GP, že je dostatečně dokumentované, že s tělem do lékařské obhlídky nikdo nemanipuloval.
Mnohá svědectví jsou bagatelizována jako laická, což lze ne vždy považovat za opodstatněné. Při pitvě nebyla zjištěna některá ze zranění, která na místě popsala MUDr. Oberučová, například odřená záda, některé další odřeniny nebo otevřené zranění obočí. Usnesení tyto rozpory batagelizuje. Oproti zvyklostem není v pitevním protokolu uveden výsledek obhlídky šatstva, takže nebylo zdokumentováno, zda jsou krvavé stopy i na svetru. V pitevním protokolu, není výslovně uvedeno, že oblasti vnitřních ploch ramen a podpaždí nevykazují známky násilí, není zmíněno vyšetření nehtů, oblasti pod nehty ani vyšetření vzorků obsahu zpod nehtů, chybí histologická vyšetření i odhad množství ztracené krve. Závěr GP bez dostatečných podkladů jednoznačně vylučuje násilí jiných osob a nezabývá se možností, že mnoho indicií mohla zinscenovat StB právě proto, aby případ vypadal jako sebevražda.
Skutečnost, že místně příslušný biskup Ján Sokol byl také evidován jako agent StB, je dávána do souvislosti s tím, že neprotestoval proti postupu Generální prokuratury SR.
Ve středu 8. 2. 1995 v 20.25 h na programu ČT1 vysílala Česká televize dokument Bez pardonu – causa P. C. Neobjasněná smrt kněze Přemysla Coufala. JUDr. Ivan Segeš z Generální prokuratury SR v něm tvrdil, že zločiny příslušníků StB byly v roce 1990 již promlčeny. Ve skutečnosti do promlčení zbýval ještě téměř rok.
Slovenským úřadům je vytýkán nezájem o řádné objasnění zločinů komunismu. Českým úřadům je vytýkáno, že ač byl Přemysl Coufal českým občanem, po rozdělení Československa v roce 1993 se o případ nezajímaly.

## Zmizení novináře Marcela Samuhela
22. února 1992 ve slovenských novinách Práca vyšel článek Znásilněná pravda, v němž slovenský novinář a františkán Marcel Samuhel (pod značkou mar) vyjádřil pochybnosti o zastavení trestního stíhání. Prokuratura 2. 3. 1992 zaslala redakci novin dopis (podepsán JUDr. Ivan Segeš), jímž uvedený článek označila za nebezpečné zasahování do činnosti prokuratury. Segešova tvrzení byla v jednotlivostech i v rozporu s usnesením GP z roku 1991 a spíše odpovídala závěrům vyšetřování z 80. let.
19. února 1993 zveřejnil Slovenský deník celostránkový článek Vražda, alebo samovražda?. V článku Marcel Samuhel upozorňoval na nepřesnosti a rozpory v rozhodnutí prokuratury. Článek zakončil větou: „A kdyby se mi náhodou něco stalo vzkazuji GP SR, že nemám úmysl spáchat sebevraždu“.
Odbor kriminální policie okresního velitelství v Popradě dne 15. října 1993 písemně potvrdil, že je od 28. dubna 1993 Marcel Samuhel nezvěstný a pátrání po něm nevedlo k žádnému výsledku. Posledním svědkem Samuhelova zabloudění ve Vysokých Tatrách byl Boris Iliť.

## Další související události
Půl roku po smrti Přemysla Coufala, v říjnu 1981, byla na dně Macochy nalezena mrtvola studenta Pavla Švandy, který se účastnil aktivit skryté církve a krátce předtím navštívil v Itálii svého prastrýce, jezuitu Tomáše Špidlíka. Lidé z jeho okolí a ze skryté církve byli přesvědčeni, že byl zavražděn nebo dohnán k sebevraždě Státní bezpečností.
Tato dvojice úmrtí považovaných za policejní vraždy byla jedním z motivů, proč tajný biskup Fridolín Zahradník přestal usilovat o kontakt s Vatikánem a v rámci krizového scénáře vysvětil dva biskupy (jedním z nich byl Jan Konzal) bez splnění podmínky osobního setkání papeže s Konzalem, kterou si dříve Jan Pavel II. vyhradil.
Zastánci názoru, že byl Přemysl Coufal zavražděn, poukazují mimo jiné na to, že komunistické tajné policie se podobných vražd prokazatelně dopouštěly. Příslušníci StB v 50. letech spáchali minimálně několik desítek vražd nepohodlných lidí, jež maskovali jako sebevraždy, nehody nebo zastřelení na útěku (viz například údajné sebevraždy kněží Franze Sitteho, Emila Brůny nebo Ludvíka Sobka). Tři roky po Coufalově smrti, 19. října 1984, byl v Polsku příslušníky tajné policie zavražděn kněz Solidarity Jerzy Popiełuszko.
Podobný spor, zda jde o sebevraždu nebo o vraždu provedenou tajnými službami, provázel i úmrtí Jana Masaryka 10. března 1948.
Starokatolická církev v České republice si ho připomíná jako mučedníka (Viz www.getsemany.cz, říjen 2011)